# It's the Old Army Game
It's the Old Army Game is een Amerikaanse stomme film uit 1926 onder regie van A. Edward Sutherland. De film is gebaseerd op een toneelstuk van W.C. Fields en Joseph P. McEvoy.

## Verhaal
De film volgt een vermoeiende avond van verkoper Elmer Prettywillie. Eerst komt er vals alarm voor een brand, wat later toch een echte brand blijkt te zijn. Ook wordt hij bestolen.

## Rolverdeling
| Acteur         | Personage          |
| -------------- | ------------------ |
| W.C. Fields    | Elmer Prettywillie |
| Louise Brooks  | Mildred Marshall   |
| Blanche Ring   | Tessie Overholt    |
| William Gaxton | George Parker      |
| Mary Foy       | Sarah Pancoast     |
| Mickey Bennett | Mickey             |